# Elezioni parlamentari in Grecia del maggio 2023

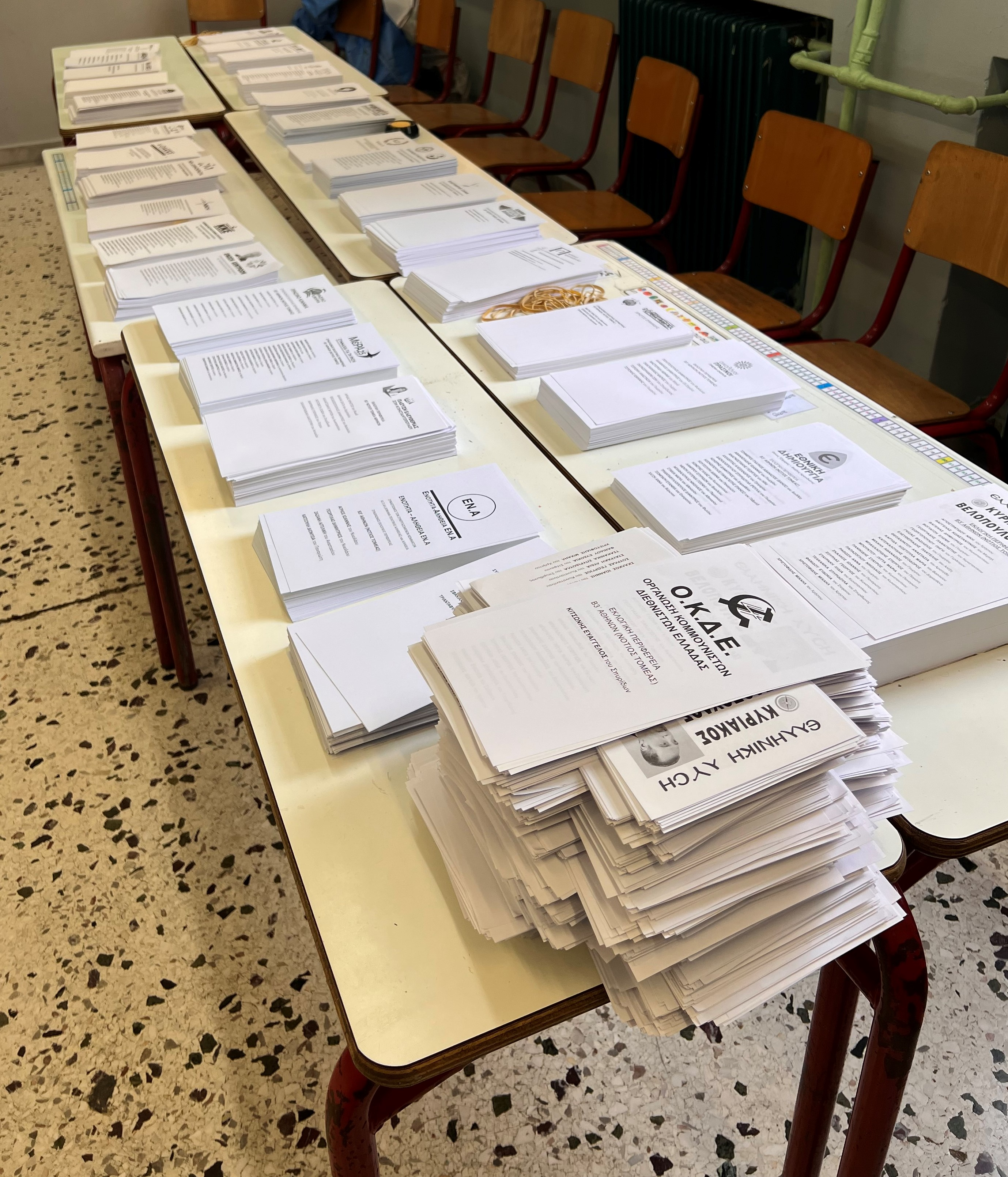
Schede elettorali in un seggio elettorale, 21 maggio 2023

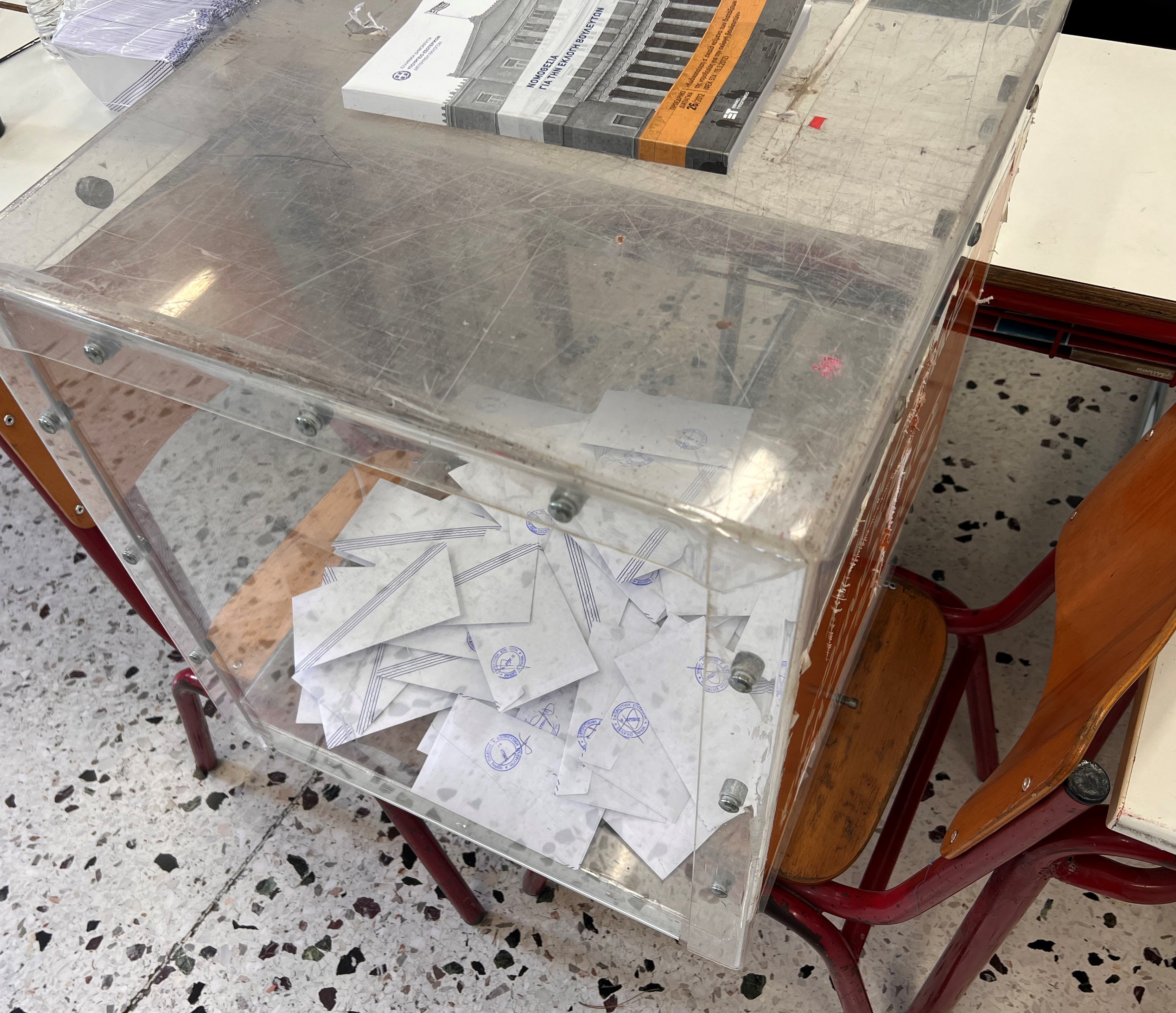
Urne in un seggio elettorale, 21 maggio 2023

Le elezioni parlamentari in Grecia del maggio 2023 si sono tenute il 21 maggio per il rinnovo del Parlamento ellenico, giunto alla sua XIX legislatura.
Sono state le prime (e uniche) elezioni dal 1990 in cui non si è applicato il sistema di rappresentanza proporzionale rafforzata, abolito da una legge del 2016, ma il sistema di rappresentanza proporzionale semplice.
Esse hanno visto un’importante riconferma del partito di centro-destra Nuova Democrazia e del suo leader, nonché Primo ministro uscente, Kyriakos Mītsotakīs, con ben il 40,79% dei consensi e 146 seggi. A causa, tuttavia, del nuovo sistema elettorale introdotto per queste elezioni, il partito non è comunque riuscito ad ottenere la maggioranza assoluta in Parlamento, generando dunque così, anche per via dell’incapacità e disinteresse nel costituire un eventuale governo di coalizione, una situazione di stallo politico che ha portato a nuove elezioni, indette per il 25 giugno.

## Contesto

### Sistema elettorale
A differenza delle precedenti elezioni, la legge in vigore per questa tornata elettorale prevedeva una serie di modifiche nell’assegnazione dei seggi. Poiché infatti la proposta che approvò nel 2016 la maggioranza a guida SYRIZA non ebbe il supporto di almeno una maggioranza dei 2/3 per entrare subito in vigore (come previsto dalla Costituzione), la sua data di applicazione è slittata alle prime elezioni successive dopo il primo rinnovo del parlamento (avvenuto nel 2019), cioè quest’ultime.
Essa, nello specifico, prevedeva un ritorno ad un sistema proporzionale semplice, abrogando dunque il famoso premio di maggioranza di 50 seggi che, in varie forme, ha contrassegnato le elezioni greche dal 1990, ma mantenendo la soglia di sbarramento del 3% per entrare in Parlamento.
Tale sistema elettorale, tuttavia, è stato utilizzato, per il momento, solo per queste votazioni, in quanto nel gennaio 2020, subito dopo essere tornata al potere, la maggioranza a guida Nuova Democrazia, da sempre sostenitrice del premio di maggioranza, ha approvato una nuova proposta di legge elettorale per ripristinarlo, anche se con una formula molto diversa. Questa legge, però, poiché anche nel 2020 si mancò il quorum dei 2/3 per dare immediatamente effetto alla norma, entra in vigore solo alle successive elezioni, spingendo il partito di maggioranza relativa a far rifare subito le elezioni solo un mese dopo.

### Disposizioni elettorali generali
In Grecia il voto è obbligatorio, con la registrazione degli elettori automatica. Tuttavia, nessuna delle sanzioni previste dalla legge è mai stata applicata.
Per avere la maggioranza parlamentare un partito o una coalizione dovrebbe controllare 151 seggi su 300. Le schede bianche o nulle, così come i voti per le forze politiche che non hanno raggiunto lo sbarramento del 3% non sono conteggiate per l'assegnazione dei seggi.

### Parlamento uscente
| Partito                                                | 7 lug 2019 (Elezioni) | 20 mag 2023 (Pre-elezioni) |
| ------------------------------------------------------ | --------------------- | -------------------------- |
| Nuova Democrazia (ND)                                  | 158 / 300             | 156 / 300                  |
| Coalizione della Sinistra Radicale (SYRIZA)            | 86 / 300              | 88 / 300                   |
| Movimento per il Cambiamento (KINAL)                   | 22 / 300              | 22 / 300                   |
| Partito Comunista di Grecia (KKE)                      | 15 / 300              | 15 / 300                   |
| Soluzione Greca (EL)                                   | 10 / 300              | 10 / 300                   |
| Fronte della Disobbedienza Realistica Europea (MeRa25) | 9 / 300               | 6 / 300                    |
| Indipendenti                                           | 0 / 300               | 3 / 300                    |

## Risultati
| Nuova Democrazia (ND)                                  | 2 407 750 | 40,79 | 146 |  |  |  |
| Coalizione della Sinistra Radicale (SYRIZA)            | 1 184 621 | 20,07 | 71  |  |  |  |
| PASOK - Movimento per il Cambiamento (PASOK-KINAL)     | 676 165   | 11,46 | 41  |  |  |  |
| Partito Comunista di Grecia (KKE)                      | 426 628   | 7,23  | 26  |  |  |  |
| Soluzione Greca (EL)                                   | 262 498   | 4,45  | 16  |  |  |  |
| Vittoria (N)                                           | 172 260   | 2,92  | –   |  |  |  |
| Rotta di Libertà (PE)                                  | 170 424   | 2,89  | –   |  |  |  |
| Fronte della Disobbedienza Realistica Europea (MeRA25) | 155 107   | 2,63  | –   |  |  |  |
| Altri (<1,00%)                                         | 447 310   | 7,58  | –   |  |  |  |
| Totale                                                 | 5 902 763 | 100   | 300 |  |  |  |
|                                                        |           |       |     |  |  |  |
| Schede bianche                                         | 34 959    | 0,58  |     |  |  |  |
| Schede nulle                                           | 123 318   | 2,03  |     |  |  |  |
| Votanti                                                | 6 061 098 | 61,11 |     |  |  |  |
| Elettori                                               | 9 919 115 |       |     |  |  |  |

| Riepilogo dei voti (+/- elezioni 2019)        | Riepilogo dei voti (+/- elezioni 2019)        | Riepilogo dei voti (+/- elezioni 2019)        | Riepilogo dei voti (+/- elezioni 2019) | Riepilogo dei voti (+/- elezioni 2019) | Riepilogo dei voti (+/- elezioni 2019) | Riepilogo dei voti (+/- elezioni 2019) |
| --------------------------------------------- | --------------------------------------------- | --------------------------------------------- | -------------------------------------- | -------------------------------------- | -------------------------------------- | -------------------------------------- |
| Nuova Democrazia                              | Nuova Democrazia                              | Nuova Democrazia                              |                                        |                                        | 40,79%                                 | ▲ 0,94                                 |
| Coalizione della Sinistra Radicale            | Coalizione della Sinistra Radicale            | Coalizione della Sinistra Radicale            |                                        |                                        | 20,07%                                 | ▼ 11,46                                |
| PASOK - Movimento per il Cambiamento          | PASOK - Movimento per il Cambiamento          | PASOK - Movimento per il Cambiamento          |                                        |                                        | 11,46%                                 | ▲ 3,36                                 |
| Partito Comunista di Grecia                   | Partito Comunista di Grecia                   | Partito Comunista di Grecia                   |                                        |                                        | 7,23%                                  | ▲ 1,92                                 |
| Soluzione Greca                               | Soluzione Greca                               | Soluzione Greca                               |                                        |                                        | 4,45%                                  | ▲ 0,75                                 |
| Vittoria                                      | Vittoria                                      | Vittoria                                      |                                        |                                        | 2,92%                                  | ▲ 2,92                                 |
| Rotta di Libertà                              | Rotta di Libertà                              | Rotta di Libertà                              |                                        |                                        | 2,89%                                  | ▲ 1,42                                 |
| Fronte della Disobbedienza Realistica Europea | Fronte della Disobbedienza Realistica Europea | Fronte della Disobbedienza Realistica Europea |                                        |                                        | 2,63%                                  | ▼ 0,61                                 |
| Altri (<1,00%)                                | Altri (<1,00%)                                | Altri (<1,00%)                                |                                        |                                        | 7,58%                                  | ▲ 5,14                                 |
| Riepilogo dei seggi (+/- elezioni 2019)       |                                               |                                               |                                        |                                        |                                        |                                        |
|                                               |                                               |                                               |                                        |                                        |                                        |                                        |
| KKE                                           | 26                                            | ▲ 10                                          |                                        | MeRA25                                 | 0                                      | ▼ 9                                    |
| SYRIZA                                        | 71                                            | ▼ 15                                          |                                        | PASOK-KINAL                            | 41                                     | ▲ 20                                   |
| ND                                            | 146                                           | ▼ 12                                          |                                        | EL                                     | 16                                     | ▲ 6                                    |